# الشعب الاسود (القبيطة)

تعديل مصدري - تعديل

الشعب الأسود هي إحدى قرى عزلة كرش بمديرية القبيطة التابعة لمحافظة لحج، بلغ تعداد سكانها 46 نسمة حسب تعداد اليمن لعام 2004.